# Clorură de beriliu
Clorura de beriliu este o sare a beriliului cu acidului clorhidric cu formula chimică BeCl2.